# ストラホフ修道院
座標: 北緯50度05分10秒 東経14度23分24秒 / 北緯50.086度 東経14.390度

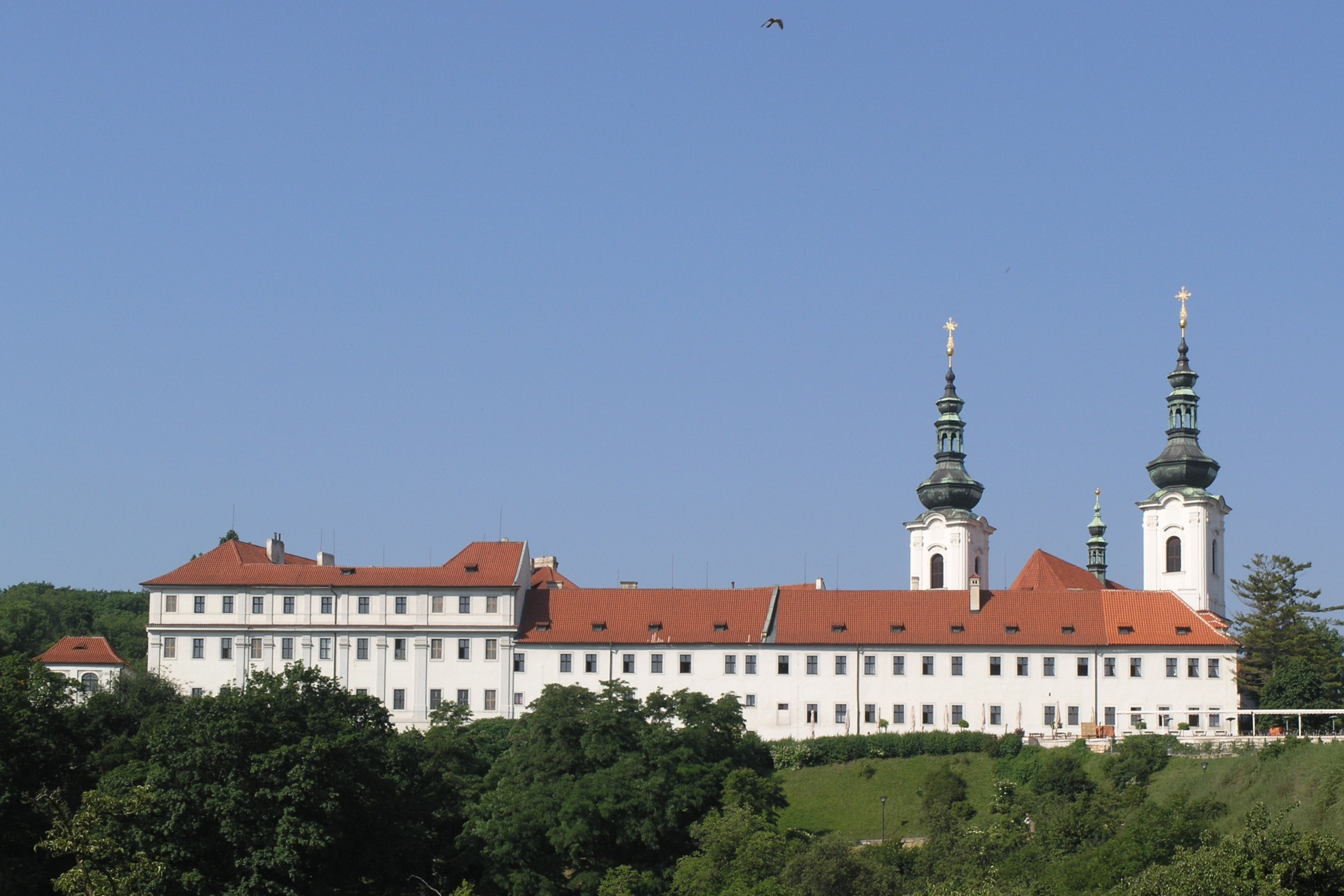
ウーヴォス通りから見たストラホフ修道院の展望

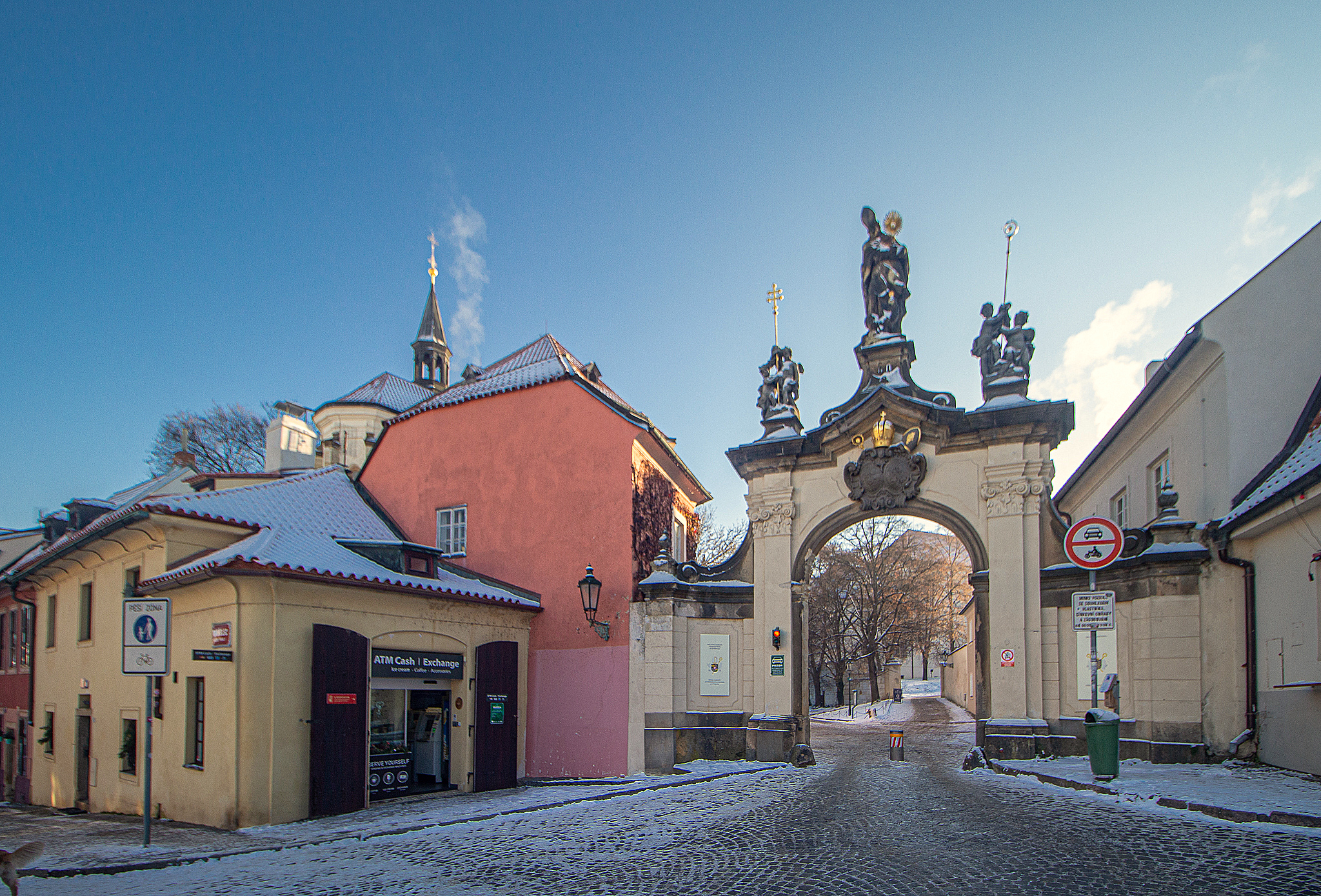
ストラホフ修道院の門

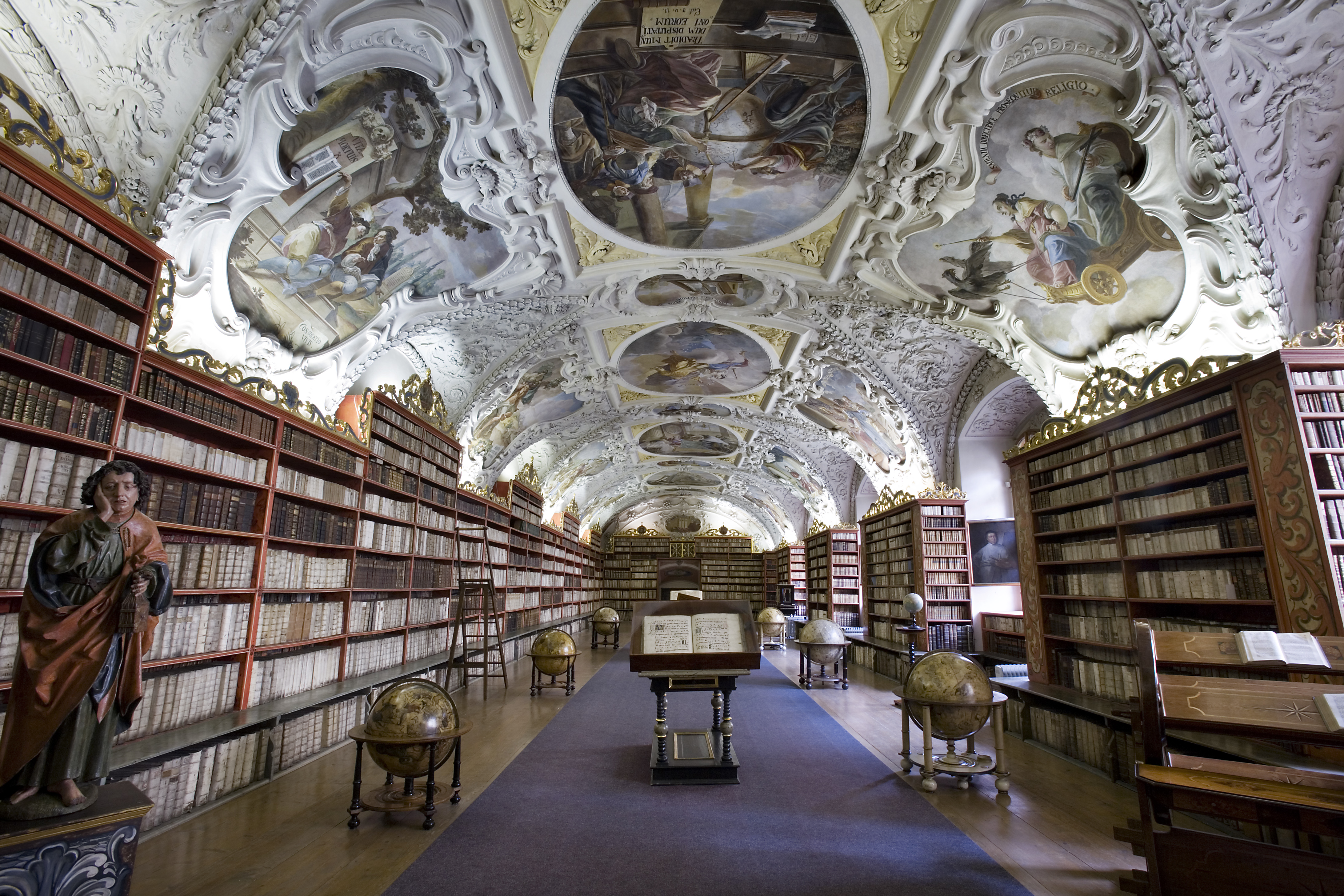
ストラホフ修道院図書館

ストラホフ修道院（英語: Strahov Monastery）は、チェコのプラハ・ストラホフにある修道院である。1143年、プラハのヨハネ司教であるジンドリック・ズディクとボヘミア公爵ヴラジスラフ2世によって創設された、プレモントレ修道会の修道院である。
「ストラホフ修道院図書館」という、豪華で広大な図書館があることで知られている。ストラホフ図書館には閲覧室があり、特別な保管庫には3,000冊を超える写本や約1,500枚の版画を含む200,000巻以上の書物が残されている。

## 歴史

### 修道院の創設
1138年、オロモウツの司教であったジンドリック・ズディクは、聖地巡礼の旅から戻ってきた際、プラハにも律修司祭のいる修道院を創設したいとの思いに至った。そこで彼は、プラハの司教とボヘミア公ソビェスラフ1世に支援を要請した。ソビェスラフ1世が亡くなった後は、ヴラジスラフ2世が支援を引き継いだ。
1140年、ズディクはストラホフという地でチェコ人の律修司祭を得ようとしたが失敗したため、ライン渓谷のシュタインフェルト（今日のドイツ）のプレモントレ修道会へ招聘状を送り、そこから最初の代表団を得た。代表団の修道士たちは、ストラホフでロマネスク建築の会堂を備えた修道院を木材で建設しはじめた。木造の修道院が完成したあと、頑丈な石材で修道院を強化するための工事が行われた。1258年、修道院は火事で甚大な被害を受けたが、その後に修復された。

### フス戦争
修道院は、フス派の時代まで平穏であったが、1419年にプラハ窓外放出事件を契機としてフス戦争が始まると、1420年にプラハの市民によって修道院が攻撃され、略奪を受けた。この略奪によって、書物、礼拝用の道具、教会や修道院の備品が焼かれた。建物自体は大きな被害を受けなかったものの、修道院を復旧するまでには長い時間を必要とした。フス戦争以来、16世紀末になるまで、ストラホフはほとんど瀕死の状態にあった。さまざまな当局者が修道院と宗教生活を復興しようとしたが、不首尾に終わった。
転機が訪れたのは、修道院長にヨーハン・ローヘル（ヤン・ロヘリウス）が着任した時であった。ローヘルはもともとテプラ修道院の聖職者であったが、1586年にストラホフの修道院長になり、ストラホフの復興に尽力した。彼は修道院生活の高揚を目指し、ローマ・カトリックの公式な訪問者およびボヘミアのプレモントレ修道会の巡礼者として、彼は物事の物質的側面にも注意を向けた。
ローヘルは教会・修道院を復興し、典礼を確立しただけでなく、寮と食堂を新設し、修道院の庭を作りかえた。そして、彼は修道院の基盤を安定させるために修道院の土地の多くを取り戻し、施設の維持とさらなる発展のための資金を提供した。こうした彼のたゆまぬ活動のおかげで、1594年までに12人の僧侶が再び修道院に住むことができるようになった。

### 三十年戦争

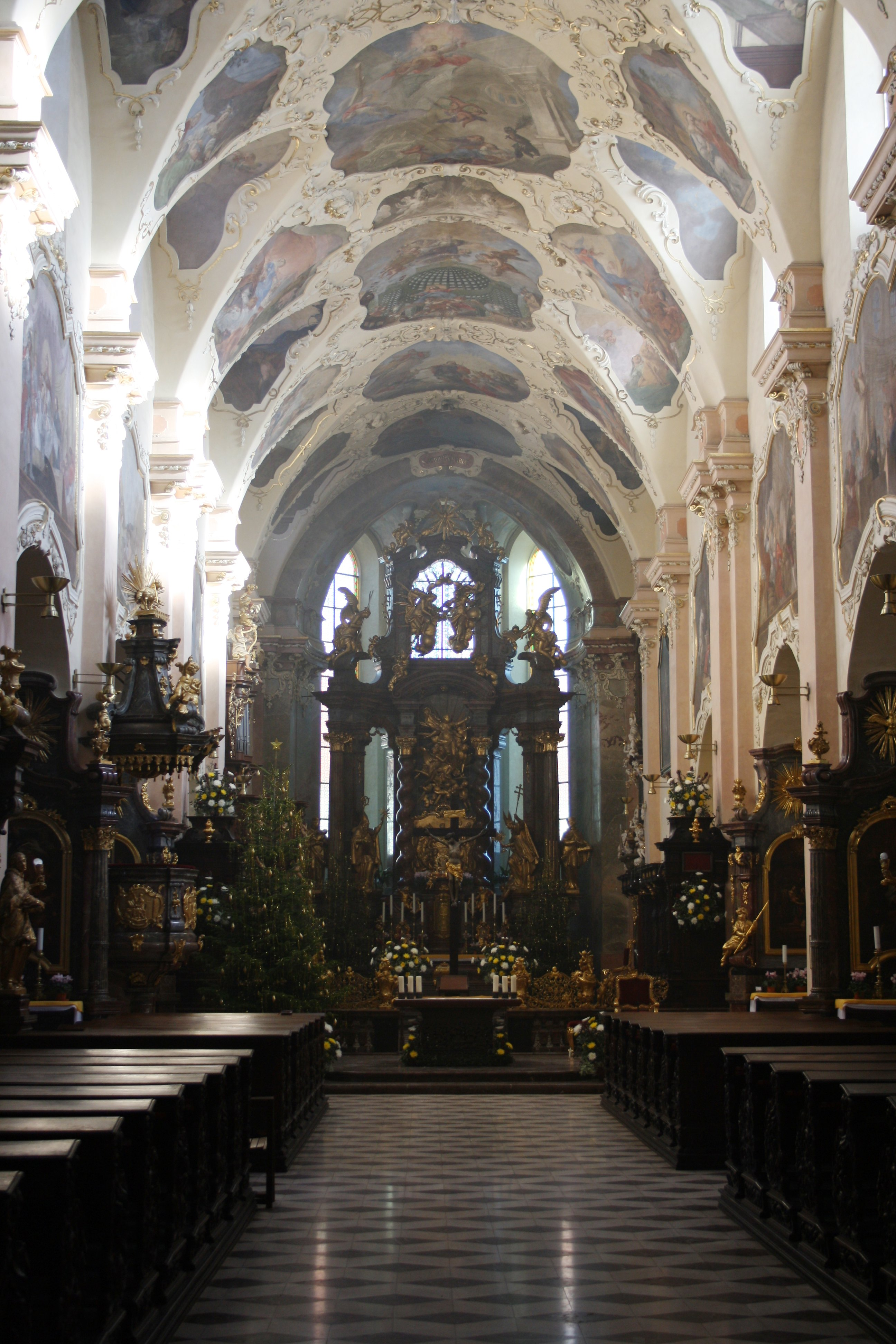
聖母マリア被昇天大聖堂は、修道院の中心にある回廊教会である

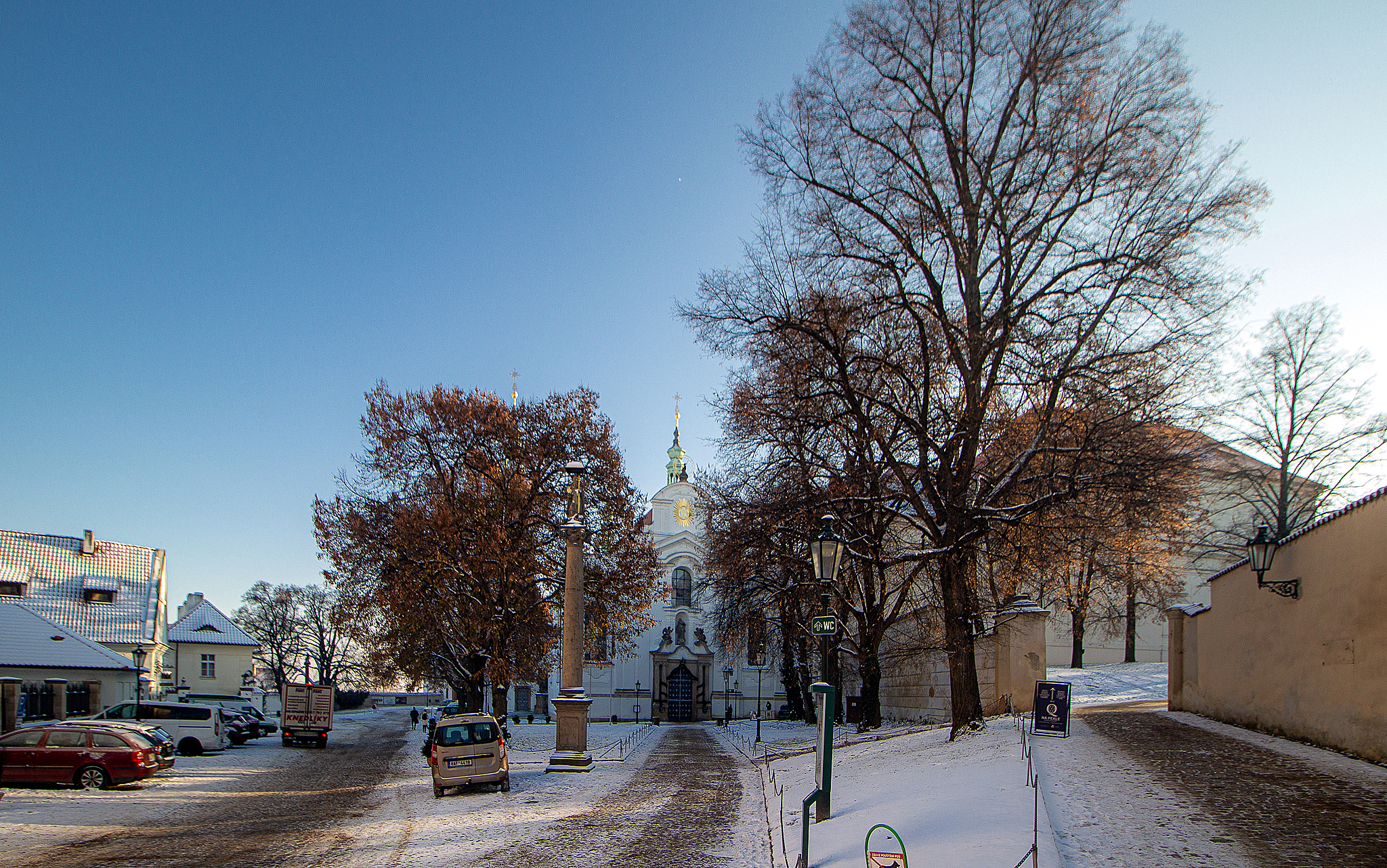
ストラホフ修道院の中庭

1612年、ヨハン・ローヘルはプラハの大司教に就任した。彼がストラホフで取り組んだ仕事は、次の大修道院長カシュパル・クエストンベルクによって引き継がれた。クエストンベルクはローヘルが着手した大がかりな仕事を続け、プレラチュアの再建を完了させた。教会は再建されて西側に拡張された。聖エリザベート病院と薬局が中庭に設立され、修道院の醸造所も建設されただけでなく、プラハの新街区にノルバティーン神学校も設立された。ノルバティーン神学校は、教団員の神学研究の場として設けられたものである。修道院に対するこれらの増改築は、三十年戦争の時期に行われた。
クエストンベルクによる増改築にかかった費用は約10万トラールにも達する。この金額は当時のどんな建築工事よりも高額であり、これはアルブレヒト・フォン・ヴァレンシュタインの軍税なみであったといってもよい。また、マグデブルク出身でプレモントレ修道会創設者であるクサンテンのノルベルト（英語版）の遺骨の移転も、1627年に行われている。遺骨のこの移転は、クエストンベルクの最大の偉業の一つとされている。
クエストンベルクの時代に、聖ロクス教会の建設も完了した。この教会はもともと1599年のペスト終焉への感謝を表明するものとして、1602年に神聖ローマ皇帝ルドルフ2世によって建設が開始されたヴォティーフ（奉納、願掛けの）教会であった。紆余曲折あって、内装を含めて教会が完成したのは1630年のことである。
クエストエンベルクは1640年に亡くなり、その後継者であるクリシュピン・フクは、クエストエンベルクの仕事を引き継いだ。フクは、ヴルタヴァ川の「ネポムクのヨハネ（聖人ヤン・ネポムツキー）の早瀬」（Svatojánské proudy）と呼ばれる急流箇所を通行可能にしたことでも知られている。1949年から55年にかけて、聖ヤンの早瀬の5キロメートル以来上流に「スラピー貯水湖」を建設し、川の水量を常時調節できるようにした。
三十年戦争の終結間際、修道院はスウェーデン帝国により略奪をほしいままにされ荒廃した。スウェーデン軍が去ったあと、損傷した修道院はフクの主導で修復された。フクの仕事は、その後の修道院長であるアメルクセン、スーター、フランクによって引き継がれた。フランクは、プラハのバロック様式の要塞を建設している途中で、クエストンベルクによって建てられた聖エリザベート病院が取り壊されたため、その中庭を再建し、新しい聖エリザベス病院を建てた。

### 「神学の間」の新設
1670年、哲学者であり神学者でもあるジェロニーム・ヒルンハイムが、ストラホフの修道院長に就任した。彼の最大の功績は、いわゆる「神学の間」（Teologickýsál）に新しい図書館を建設したことであった。この図書館は1679年に完成し、今なお現存している。神学の間には漆喰装飾が施され、18,000を超える神学書やさまざまな言語の聖書が保管されている。
17世紀から18世紀初頭にかけて、他の修道院長が修道院の再建を継続していった。彼らはまた、教会の修復や装飾も遂行した。オーストリア継承戦争中の1742年、フランスとバイエルンの軍勢がプラハ包囲戦でプラハを砲撃したため、修道院は再建工事を余儀なくされた。戦争の後も、修道院長は教会と修道院に対して再建活動を重ねていった。

### 「哲学の間」の新設

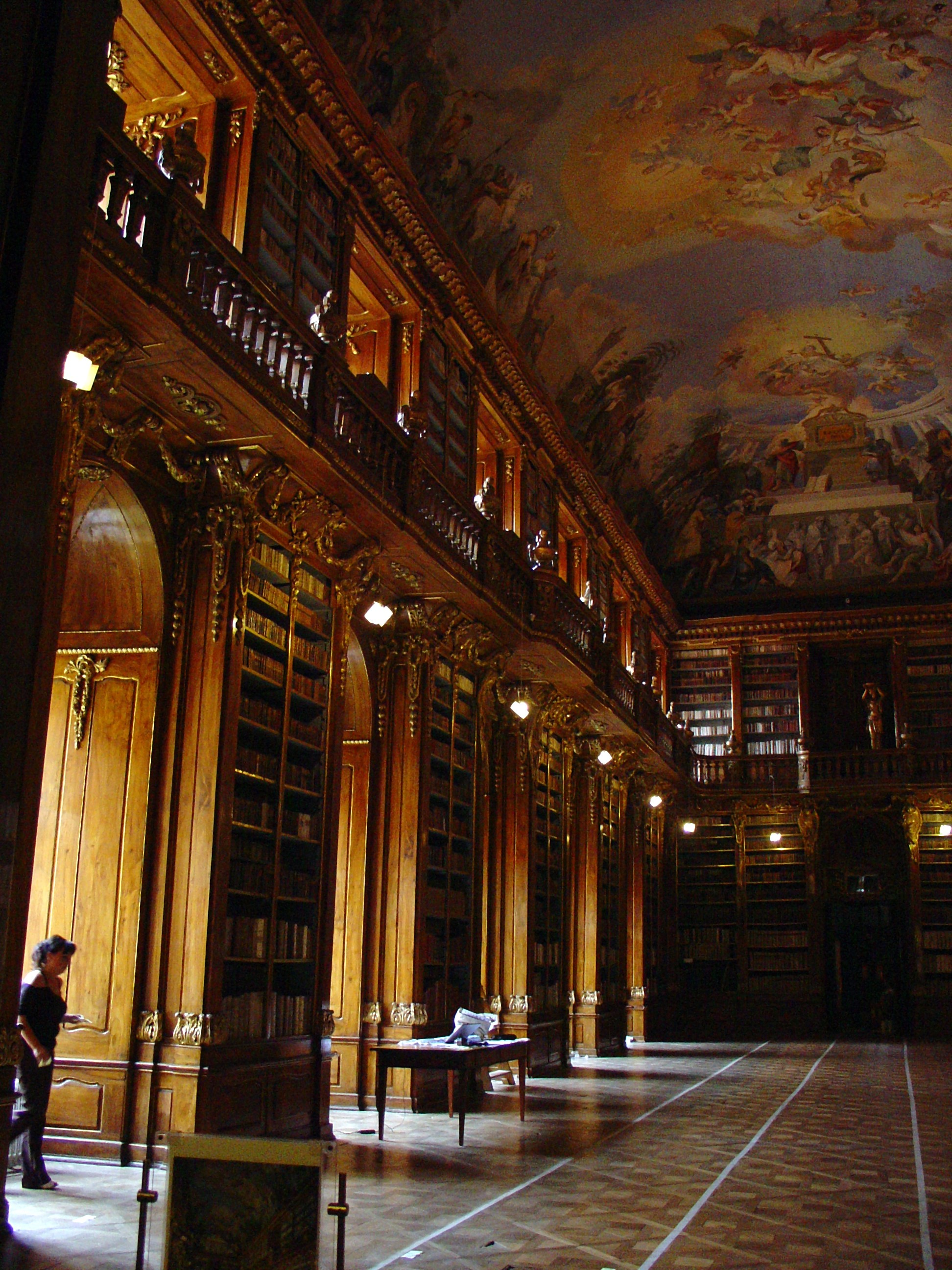
モラビア南部のルーカ修道院（1784年に廃止になった）から来た本のために作られた哲学の間

1779年に修道院長に就任したヴァルカフ・マヤールは、修道院の大規模な再建活動を行った。彼の再建活動の中で傑出しているのが、古典的な様式が特徴の新しい図書館の建設である。この図書館は、現在では「哲学の間」（Filosofický sál）と呼ばれている。哲学の間は、奥行32メートル、幅22メートル、高さ14メートルの大広間であり、天井にはフレスコ画『人類の精神史』が描かれ、胡桃材の書架が床から天井へ向かってそびえている。マヤールが行ったこの再建活動により、ストラホフ修道院の再建が終了した。マヤール以後の修道院長は、小規模な修復や地域全体の環境維持に専念した。

### 近現代
このように修道院は1950年まで存続したが、共産主義政権に引き継がれたあと、宗教は抑留されて市民雇用に置かれ、教区の司祭として事務職に就くことができる人はほとんど存在できなくなった。修道院は徹底的な考古学的改造を受け、国立文学記念館用の建物へと変化した。また、その改造過程で、長いあいだ忘れられていたロマネスク様式時代の修道院の姿があらわになった。
1989年の共産主義体制の崩壊後、修道院はプレモントレ修道会に返還され、修道院の再建活動が再開された。1994年までに教会は修復され、新しい技術ネットワークが構築された上で、ストラホフの写真ギャラリーが新設されたほか、ストラホフ図書館がリニューアルされた。その他の建築修復も行われている。

## 埋葬
- ヴラジスラフ2世、ボヘミア公（英語版）
- ヨハン・ローヘル（英語版）
- クサンテンのノルベルト（英語版）

## ギャラリー

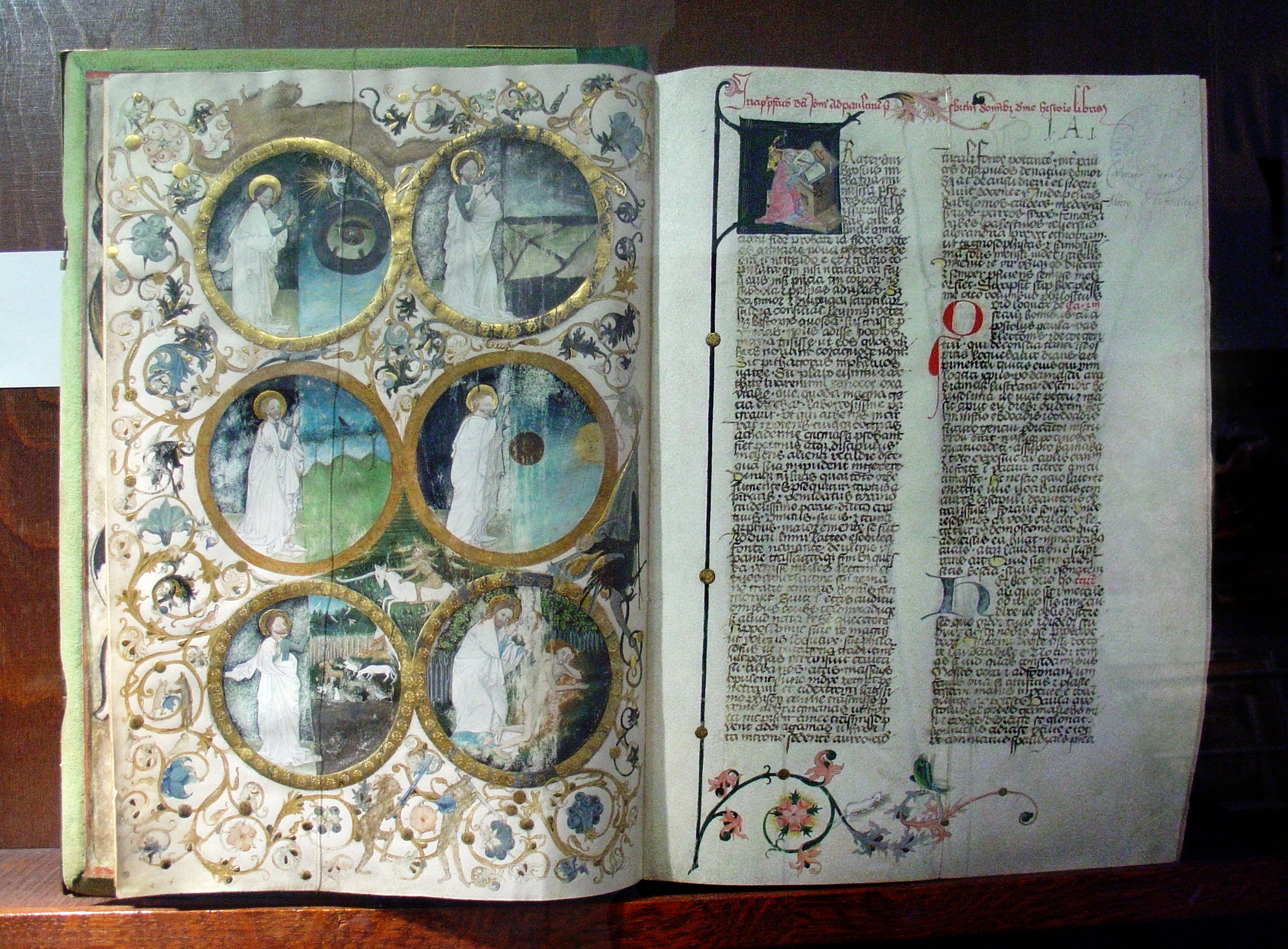
1440年1月、セルンバークの聖書。ストラホフ修道院の図書館で展示中。
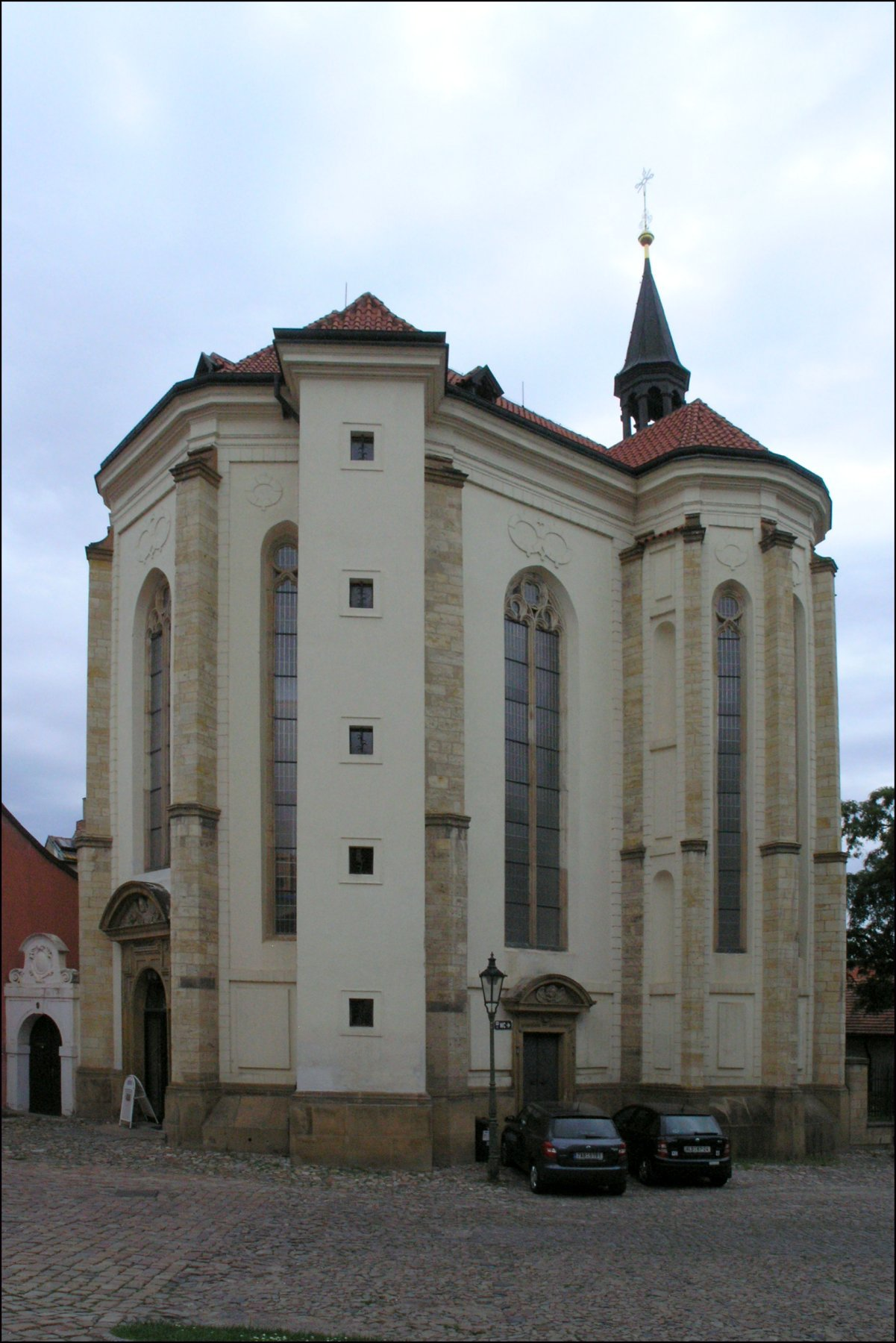
聖ロクス教会。
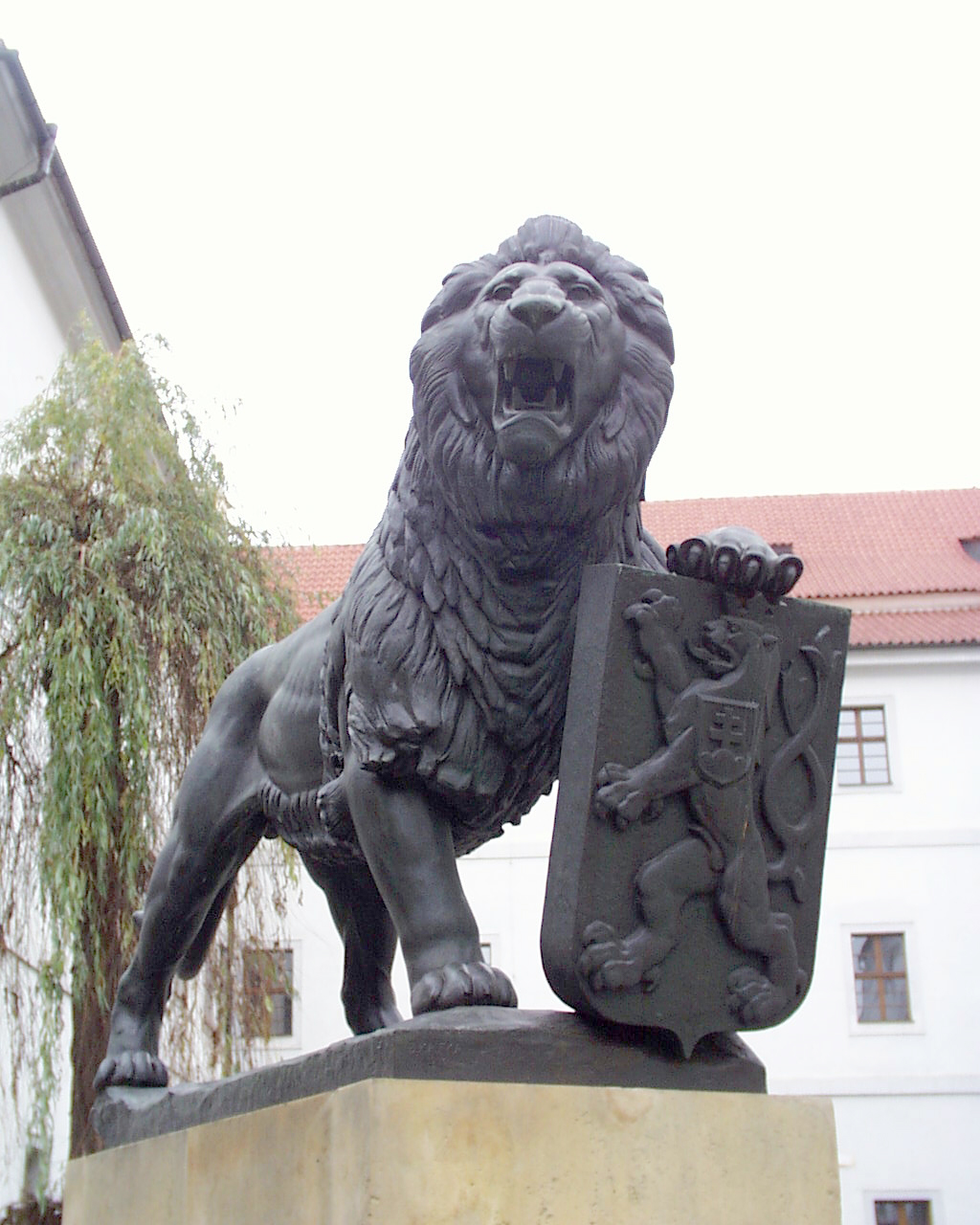
チェコスロバキアの腕を持つライオン。
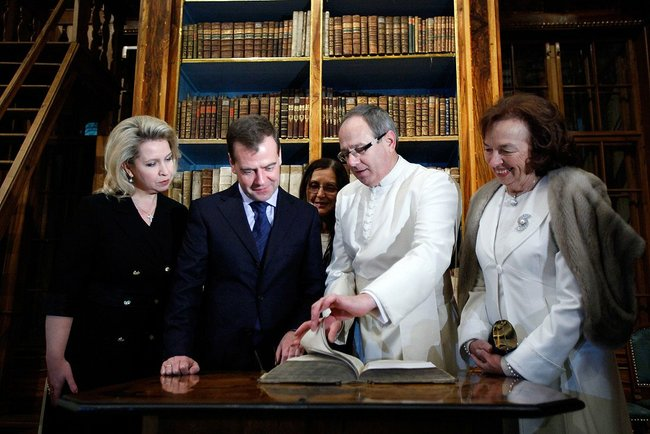
ストラホフ修道院図書館のドミートリー・メドヴェージェフ（2011年）。
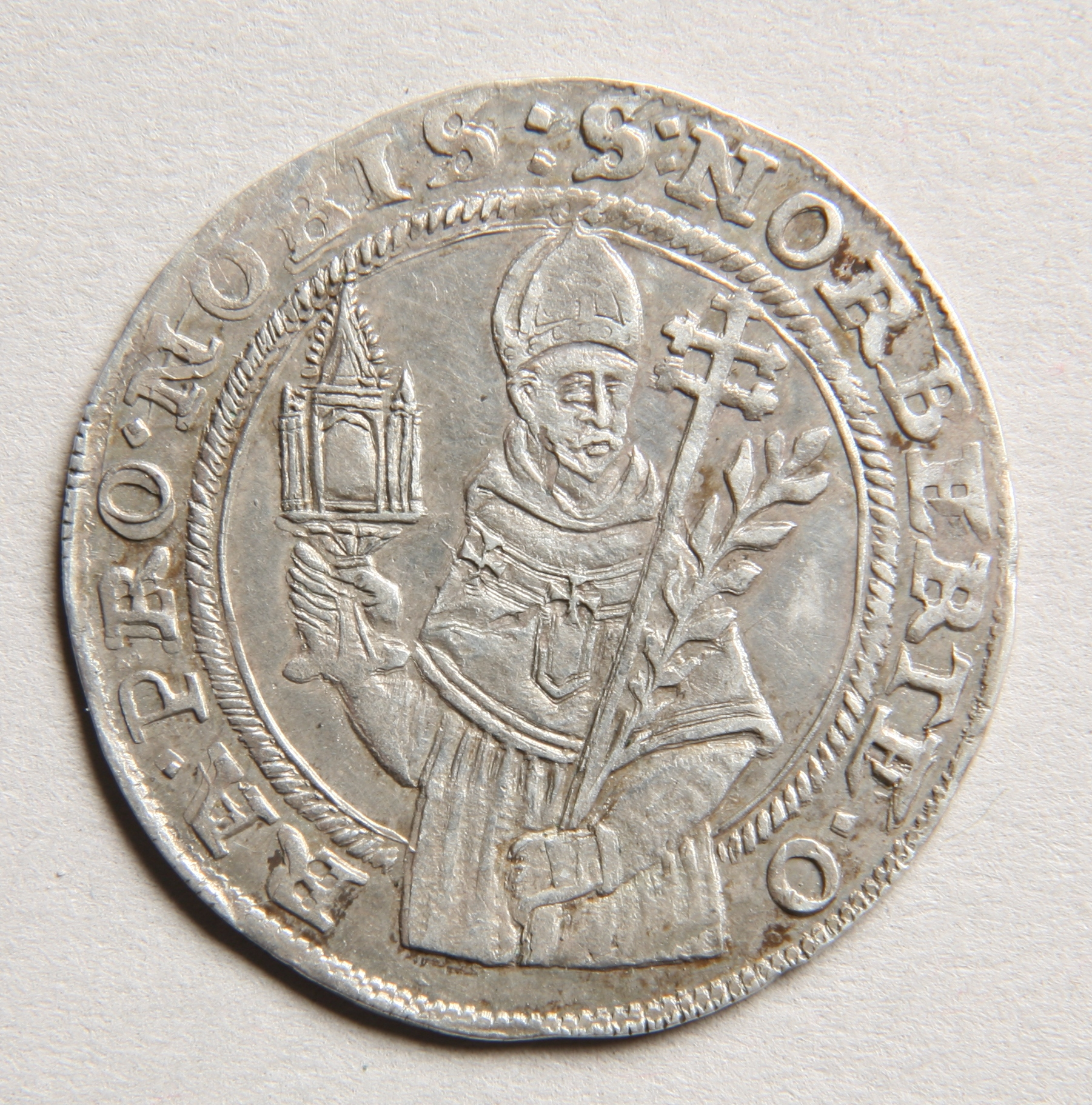
1627年にノルベルトの遺体がプラハに移転されたことを記念するメダル。
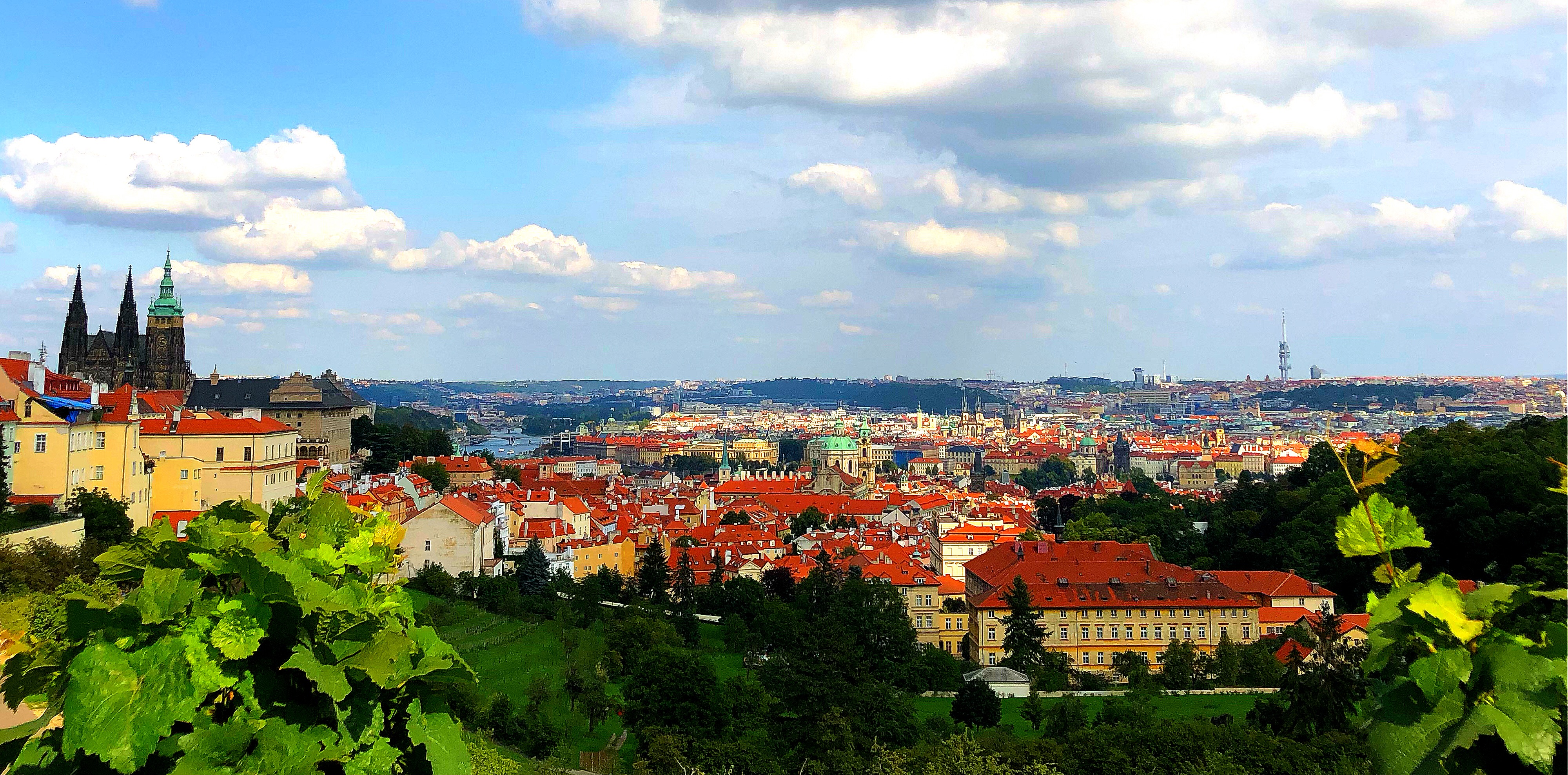
ストラホフ修道院からの眺め。